# Austrohahnia praestans
Austrohahnia praestans är en spindelart som beskrevs av Cândido Firmino de Mello-Leitão 1942. Austrohahnia praestans ingår i släktet Austrohahnia och familjen panflöjtsspindlar. Inga underarter finns listade.